# Pointe-à-la-Croix
Pointe-à-la-Croix es un municipio canadiense situado en la provincia de Quebec.

## Superficie
Pointe-à-la-Croix tiene una superficie de 390,73 km².

## Demografía
En 2021, tenía 1344 habitantes, una densidad poblacional de 3,4 hab./km², y 697 viviendas.